# Тодорова, Елизавета Михайловна
Елизаве́та Миха́йловна То́дорова — российская театральная актриса. Служит в Стерлитамакском государственном русском драматическом театре (с 2008). Лауреат профессиональных наград и премий. Отмечена вниманием критиков.

## Биография
Окончила Уфимское училище искусств по классу аккордеона. Четыре года обучения в училище играла в оркестре на балалайке.
В 2005 году окончила Уфимскую государственную академию искусств.
С 2005 года служила актрисой в Государственном академическом русском драматическом театре Республики Башкортостан (г. Уфа).
С 2008 года служит в Стерлитамакском государственном русском драматическом театре.
В 2014 году прошла повышение квалификации по программе Международной летней театральной школы Союза театральных деятелей Российской Федерации.
В 2018 году сыграла эпизодическую роль в снятом на киностудии «Башкортостан» художественном фильме «Первая Республика».
Помимо игры в театре участвовала в конкурсах чтецов и актёрской песни. Совместно с коллегами занималась организацией фаер-шоу.
Помимо игры на аккордеоне и балалайке немного умеет играть на фортепиано, совсем немного балуется игрой на скрипке и умеет исполнять четыре аккорда на гитаре.
Является одним из авторов проекта «Вперемежку с Пушкиным».
Её день рождения — 21 мая.

## Семья
Отец Елизаветы — переживший блокаду коренной ленинградец Михаил Ростиславович Тодоров — автор книги «История фамилии или один семейный архив».
Друзья и родные называют Елизавету именем Лика. По рассказу Елизаветы, имя Лика ей дала при рождении её мама, желавшая назвать дочь одновременно в честь героини спектакля «Лика» Армена Зурабова и в честь певицы Лики Мизиновой. Однако отец предложил дать девочке и полное имя Елизавета в честь бабушки (маминой мамы).

## Роли в театре
| Название спектакля         | Роль                           | Театр                                                       |
| -------------------------- | ------------------------------ | ----------------------------------------------------------- |
| «Вот такая любовь…»        | Женя                           | Стерлитамакский государственный русский драматический театр |
| «Госпожа Метелица»         | Ряженные                       | Стерлитамакский государственный русский драматический театр |
| «Царевна Лягушка»          | Скоморохи                      | Стерлитамакский государственный русский драматический театр |
| «Макбет»                   | дочь Макдуфа                   | Стерлитамакский государственный русский драматический театр |
| «Руслан и Людмила»         | Нечисть                        | Стерлитамакский государственный русский драматический театр |
| «Кошкин дом»               | 2-й котёнок                    | Стерлитамакский государственный русский драматический театр |
| «Руслан и Людмила»         | Гость на пиру, слуга Черномора | Стерлитамакский государственный русский драматический театр |
| «Ганди молчал по субботам» | Роза, Катя                     | Стерлитамакский государственный русский драматический театр |
| «За белым кроликом»        | Алиса 2                        | Стерлитамакский государственный русский драматический театр |
| «Недоросль»                | Дворовые крестьяне             | Стерлитамакский государственный русский драматический театр |
| «Доходное место»           | Анна Павловна                  | Стерлитамакский государственный русский драматический театр |
| «Плих и Плюх»              | Старушка                       | Стерлитамакский государственный русский драматический театр |
| «По щучьему веленью»       | Девка                          | Стерлитамакский государственный русский драматический театр |
| «Страна Айгуль»            | Банат                          | Стерлитамакский государственный русский драматический театр |
| «Аладдин»                  | Девушка во дворце              | Стерлитамакский государственный русский драматический театр |
| «О чём думают мужчины?»    | Француженка                    | Стерлитамакский государственный русский драматический театр |
| «Сокровища Медной горы»    | Тени Огневушки                 | Стерлитамакский государственный русский драматический театр |
| «Жизель Ботаническая»      | Анна                           | Стерлитамакский государственный русский драматический театр |
| «#Рыжая_сказка_рыжая»      | Белка, Цыплёнок                | Стерлитамакский государственный русский драматический театр |
| «Интернет в лесу»          | Ёжик                           | Стерлитамакский государственный русский драматический театр |
| «Интимная комедия»         | Луиза                          | Стерлитамакский государственный русский драматический театр |
| «Русское. Шукшин.»         | роль в спектакле               | Стерлитамакский государственный русский драматический театр |

| Название спектакля                        | Роль                                  | Театр                                                                                  |
| ----------------------------------------- | ------------------------------------- | -------------------------------------------------------------------------------------- |
| «Арканзасское чудо или Танцующий медведь» | Тиш                                   | Стерлитамакский государственный русский драматический театр                            |
| «Огниво»                                  | Принцесса                             | Стерлитамакский государственный русский драматический театр                            |
| «Скупой»                                  | Марианна                              | Стерлитамакский государственный русский драматический театр                            |
| «Деревья умирают стоя»                    | Марта-Изабелла, Елена                 | Стерлитамакский государственный русский драматический театр                            |
| «Пират и призраки»                        | Плуфт                                 | Стерлитамакский государственный русский драматический театр                            |
| «Золушка»                                 | Колючка                               | Стерлитамакский государственный русский драматический театр                            |
| «Одуванчик»                               | Лена                                  | Стерлитамакский государственный русский драматический театр                            |
| «Два письма»                              | Рауза                                 | Стерлитамакский государственный русский драматический театр                            |
| «Тень»                                    | Аннунциата                            | Стерлитамакский государственный русский драматический театр                            |
| «Принцесса Турандот»                      | Служанка                              | Стерлитамакский государственный русский драматический театр                            |
| «Блэз»                                    | Лаура Карлье                          | Стерлитамакский государственный русский драматический театр                            |
| «Все мыши любят сыр»                      | Фружи                                 | Стерлитамакский государственный русский драматический театр                            |
| «Забыть Герострата»                       | Человек театра и музыкальная работа   | Стерлитамакский государственный русский драматический театр                            |
| «Здравствуй, Принцесса!»                  | Маленькая разбойница                  | Стерлитамакский государственный русский драматический театр                            |
| «Опасные связи»                           | Сесиль Воланж                         | Стерлитамакский государственный русский драматический театр                            |
| «Про кота и про любовь»                   | Принцесса                             | Стерлитамакский государственный русский драматический театр                            |
| «Правда – хорошо, а счастье лучше»        | Поликсена                             | Стерлитамакский государственный русский драматический театр                            |
| «Мнимый больной»                          | Девица                                | Стерлитамакский государственный русский драматический театр                            |
| «Вперемежку с Пушкиным»                   | Она                                   | Стерлитамакский государственный русский драматический театр                            |
| «Маугли»                                  | Обезьяна                              | Стерлитамакский государственный русский драматический театр                            |
| «Бармалей-Бармалеище»                     | Танечка                               | Стерлитамакский государственный русский драматический театр                            |
| «Трамвай „Желание“»                       | Разносчица                            | Стерлитамакский государственный русский драматический театр                            |
| «Щелкунчик»                               | Коломбина                             | Стерлитамакский государственный русский драматический театр                            |
| «Зойкина квартира»                        | Агент                                 | Стерлитамакский государственный русский драматический театр                            |
| «Василий Тёркин»                          | Женщина                               | Стерлитамакский государственный русский драматический театр                            |
| «Приключения с шарлоткой»                 | Кусачка                               | Стерлитамакский государственный русский драматический театр                            |
| «Мадемуазель Кокотка»                     | Аккордеонистка                        | Стерлитамакский государственный русский драматический театр                            |
| «Севильский цирюльник»                    | Житель Севильи                        | Стерлитамакский государственный русский драматический театр                            |
| «Шутка Мецената»                          | Принцесса                             | Стерлитамакский государственный русский драматический театр                            |
| «Дюймовочка-MIX»                          | Дюймовочка                            | Стерлитамакский государственный русский драматический театр                            |
| «Пьяные»                                  | проститутка                           | Стерлитамакский государственный русский драматический театр                            |
| «Примадонны»                              | Одри                                  | Стерлитамакский государственный русский драматический театр                            |
| «Один день или конец света»               | Анна Живоедова, приживалка Пазухина   | Стерлитамакский государственный русский драматический театр                            |
| «Достоевский»                             | Аккордионистка вокзальная             | Стерлитамакский государственный русский драматический театр                            |
| «Аленький цветочек»                       | Фиса                                  | Стерлитамакский государственный русский драматический театр                            |
| «Кавказский меловой круг»                 | музыкальное сопровождение (аккордеон) | Государственный академический русский драматический театр Республики Башкортостан      |
| «Наш городок»                             | Ребекка Гиббс                         | Государственный академический русский драматический театр Республики Башкортостан      |
| «UFO»                                     | Безопасность                          | Международная летняя театральная школа Союза театральных деятелей Российской Федерации |

## Отзывы, критика
В 2013 году на страницах журнала «Страстной бульвар, 10» Наталья Старосельская, рассказывая о прошедшем в Уфе республиканском фестивале «Театральная весна», отметила игру Елизаветы Тодоровой в показанном в рамках фестиваля спектакле Стерлитамакского государственного русского драматического театра «Вот такая любовь…», указав, что линия её персонажа (Женьки) разработана более детально чем образ Римаса, а у самой актрисы «есть несколько очень интересных моментов существования…». На той же странице журнала размещена фотография сцены из спектакля, в которой заняты Елизавета Тодорова и Анжелика Гришкина.
В 2018 году на страницах апрельского выпуска журнала «Бельские просторы» Айсылу Сагитова, рассказывая о спектакле Стерлитамакского государственного русского драматического театра «Пьяные», особо выделила как одну из самых сильных и эмоционально напряжённых сцену, в которой Роза (в исполнении Елизаветы Тодоровой) произносит текст, невыносимо больно играя на аккордеоне и стоя при этом на коленях. Также Сагитова отметила,  что все актёры (включая Тодорову) снайперски точно играют свои роли с невероятной энергией, самоотдачей и страстью.
В 2018 году в газете «Вечерняя Уфа» в статье, посвящённой памяти актёра Владимира Абросимова (выполнявшего в постановке «Кавказский меловой круг» Государственного академического русского драматического театра Республики Башкортостан роль рассказчика), были напечатаны слова Татьяны Григорьевой (исполнительницы роли Груше в упомянутой постановке) о том, что на Кавказском меловом круге они всегда были втроём (Абросимов, Григорьева и Лика Тодорова), причём Лика «играла на аккордеоне и очень тонко вела партию Души Груше», а Абросимов помогал Татьяне и Лике, заряжая их от своего внутреннего состояния, слов, тембра голоса, интонации.
В 2019 году на страницах газеты «Стерлитамакский рабочий» в публикации, посвящённой премьере постановки Стерлитамакского государственного русского драматического театра «Севильский цирюльник», было особо отмечено прекрасное танцевальное мастерство Елизаветы Тодоровой, Ольги Бебиной и Юлии Веретновой, позволяющее вообразить себя сидящим в кафе какой-либо уютной площади Севильи.
В 2021 году журналист Илюза Капкаева, рассказывая на страницах газеты «Вечерняя Уфа» о показанной на сцене Башкирского государственного театра оперы и балета постановке Стерлитамакского государственного русского драматического театра «Жизель ботаническая», оценила на «десятку» совпадение актрис с портретными характеристиками, данными персонажам пьесы её авторами, и особо подчеркнула, что каждая из задействованных в «звёздном составе» постановки актрис, являющихся членами коллекционно подобранной труппы Стерлитамакского театра, включая Елизавету Тодорову, исполняющую роль Анны, прекрасно играла, без возможности выделения чьей бы то ни было игры. При этом Капкаева всё же отдельно выделила трогательность дуэта подружек-марушек Анны и Нюрки (роль последней исполняла Юлия Карташова). Неразлучность дуэта Анны и Нюрки (Тодоровой и Карташовой) отметила и Наиля Бахтиярова, рассказавшая в 2023 году на страницах газеты «Вечерняя Уфа» о той же постановке, но показанной уже в Санкт-Петербурге в рамках Всероссийского театрального фестиваля «Пять вечеров» имени Александра Володина. Трогательность музыкального дуэта неразлучных подружек Анны и Нюрки отмечала также и Азалия Балгазина.

## Награды и премии
- ???? — лауреат II открытого регионального конкурса «Поют драматические артисты» имени Клавдии Шульженко (г. Челябинск)[3].
- ???? — II премия в номинации «Дуэт» Республиканского конкурса чтецов «Сэсэн» (г. Уфа)[3].
- ???? — специальный приз «Надежда» Республиканского конкурса чтецов «Сэсэн» (г. Уфа)[3].
- 2012 — победитель городского конкурса «Лучший молодой актёр года» в номинации «Открытие сезона» (г. Стерлитамак)[3].
- 2013 — диплом II степени в номинации «Театрализованная песня» VII Всероссийского конкурса актёрской песни имени Клавдии Шульженко (г. Челябинск)[3][12][26].
- 2014 — награждена памятным серебряным знаком Международной летней театральной школы Союза театральных деятелей Российской Федерации[6].
- 2015 — лауреат государственной стипендии правительства РФ[3].
- 2020 — лауреат (как участник спектакля) I степени Международного конкурса «Театральная палитра» в номинации «Театр в самоизоляции»[27].
- 2022 — лауреат (в составе группы актёров) премии «За ансамбль» XIX Фестиваля театров малых городов России (Фестиваль Театра Наций при поддержке Министерства культуры РФ, Нижний Тагил)[28].